# Trasplantadora

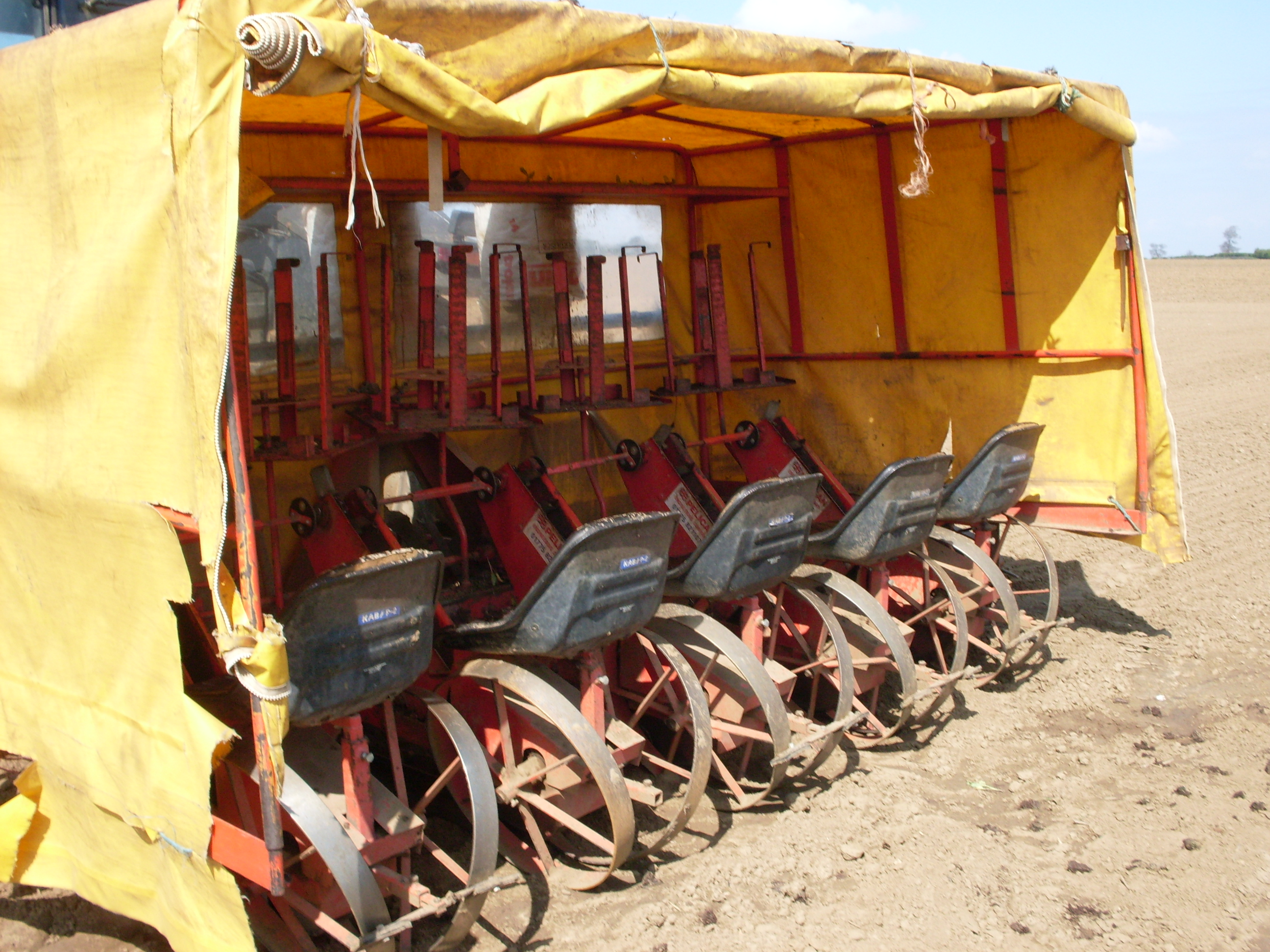
Trasplantadora en fileres

Una trasplantadora és una maquinària agrícola que es fa servir per a trasplantar les plàntules, obtingudes en un planter, al lloc definitiu del camp. Redueix en gran manera el temps que es triga a trasplantar.
Una màquina trasplantadora pot estar parcialment o completament mecanitzada. Entre els conreus que es trasplanten amb les trasplantadores hi ha els maduixots, les verdures, les tomaqueres, les cols, el tabac i l'arròs.
A mesura que passen obren un solc en el sòl, les plàntules s'insereixen dins la màquina i queden al sòl a la distància adient. A continuació la trasplantadora, mitjançant uns corrons, les tapa amb terra.
Les trasplantadores poden estar dissenyades per a ser automotrius o remolcades pel tractor. En aquest cas els tractors van a velocitats baixes de l'ordre de 100 metres per hora.